# Емилио де Вильота
Емилио де Вильота (на испански: Emilio de Villota) е бивш испански пилот от Формула 1. Роден на 26 юли 1946 година в Мадрид, Испания.

## Формула 1
Емилио де Вильота прави своя дебют във Формула 1 в Голямата награда на Испания през 1976 година. В световния шампионат записва 15 състезания като не успява да спечели точка, състезава се за отборите на РАМ и Марч, и счастни автомобили на Макларън и Уилямс.